# Amybeth McNulty
Amybeth McNulty (Donegal Town, 7 novembre 2001) è un'attrice irlandese naturalizzata canadese, nota per il ruolo di Anna Shirley nella serie televisiva Netflix Chiamatemi Anna tratta dal romanzo Anna dai capelli rossi e di Vickie in Stranger Things 4.

## Filmografia

### Cinema
- A Risky Undertaking, regia di Ariadne Pleasant	(2014)
- Morgan, regia di Luke Scott (2016)
- Maternal, regia di Charlie McLeod (2020)
- Black Medicine, regia di Colum Eastwood (2020)
- All my puny sorrows, regia di Michael McGowan (2021)

### Televisione
- Agatha Raisin – serie TV, 1 episodio (2014)
- Clean Break – serie TV, 4 episodi (2015)
- The Sparticle Mystery – serie TV, 2 episodi (2015)
- Chiamatemi Anna (Anne with an "E") – serie TV, 27 episodi (2017-2019)
- Stranger Things - Serie TV, 3 episodi (2022)

## Riconoscimenti
- Canadian Screen Awards
  - 2018 – Candidatura per Best Lead Actress, Drama Series per Chiamatemi Anna[2]
  - 2020 – Candidatura per Best Lead Actress, Drama Series per Chiamatemi Anna[3]
- ACTRA Awards	
  - 2019 – Outstanding Performance Female per Chiamatemi Anna[4]

## Doppiatrici italiane
Nelle versioni in italiano nelle opere in cui ha recitato, Amybeth McNulty è stata doppiata da:
- Sara Labidi in Chiamatemi Anna,[5] Stranger Things
- Giorgia Ionica in Morgan[6]